# Грејс и Френки
Грејс и Френки (енгл. Grace and Frankie) америчка је телевизијска серија коју су створили Марта Кауфман и Хауард Џеј Морис за Netflix. Главне улоге тумаче Џејн Фонда и Лили Томлин као Грејс Хансон и Френки Бергстајн, две старије жене које се спријатеље након што своје супруге открију да су заљубљени један у другог и планирају да се венчају.
Серија је у почетку приказивања добила помешане рецензије телевизијских критичара, али су се оне временом далеко побољшале. Освојила је неколико награда, укључујући пет номинација за наградз Еми за најбољу главну глумицу у хумористичкој серији и једну номинацију за Златни глобус за најбољу глумицу у ТВ мјузиклу или комедији.

## Радња
Нису пријатељице, али након што их мужеви напусте да би били заједно, трезвена Грејс и ексцентрична Френки почињу се зближавати.

## Улоге
| Глумац            | Улога            |
| ----------------- | ---------------- |
| Џејн Фонда        | Грејс Хансон     |
| Лили Томлин       | Френки Бергстајн |
| Сем Вотерстон     | Сол Бергстајн    |
| Мартин Шин        | Роберт Хансон    |
| Џун Дајана Рафаил | Бријана Хансон   |
| Бруклин Декер     | Малори Хансон    |
| Итан Ембри        | Којот Бергстајн  |
| Барон Вон         | Бад Бергстајн    |

## Епизоде
| Сезона | Сезона | Епизоде | Епизоде         | Оригинална објава | Оригинална објава |
| ------ | ------ | ------- | --------------- | ----------------- | ----------------- |
|        | 1.     | 13      | 13              | 8. мај 2015.      | 8. мај 2015.      |
|        | 2.     | 13      | 13              | 6. мај 2016.      | 6. мај 2016.      |
|        | 3.     | 13      | 13              | 24. март 2017.    | 24. март 2017.    |
|        | 4.     | 13      | 13              | 19. јануар 2018.  | 19. јануар 2018.  |
|        | 5.     | 13      | 13              | 18. јануар 2019.  | 18. јануар 2019.  |
|        | 6.     | 13      | 13              | 15. јануар 2020.  | 15. јануар 2020.  |
|        | 7.     | 16      | 4               | 13. август 2021.  | 13. август 2021.  |
| 12     | 7.     | 16      | 29. април 2022. | 29. април 2022.   |                   |